# Plugari
Plugari é uma comuna romena localizada no distrito de Iaşi, na região de Moldávia. A comuna possui uma área de 55.02 km² e sua população era de 3568 habitantes segundo o censo de 2007.